# コンスタンチン・マコフスキー
コンスタンチン・エゴーロヴィチ・マコフスキー（ロシア語: Константи́н Его́рович Мако́вский; 1839年7月2日（ユリウス暦6月20日） - 1915年9月30日（ユリウス暦9月17日））は、移動派に属した有力なロシアの画家。絵画『冠の下で』(またの名『ロシアの花嫁の盛装』とも、1889年)にみられるような歴史画の多くは前世紀におけるロシア人の生活について理想的視点でもって表現している。往々にしてアカデミック美術の代表者と目されている。

## 生涯

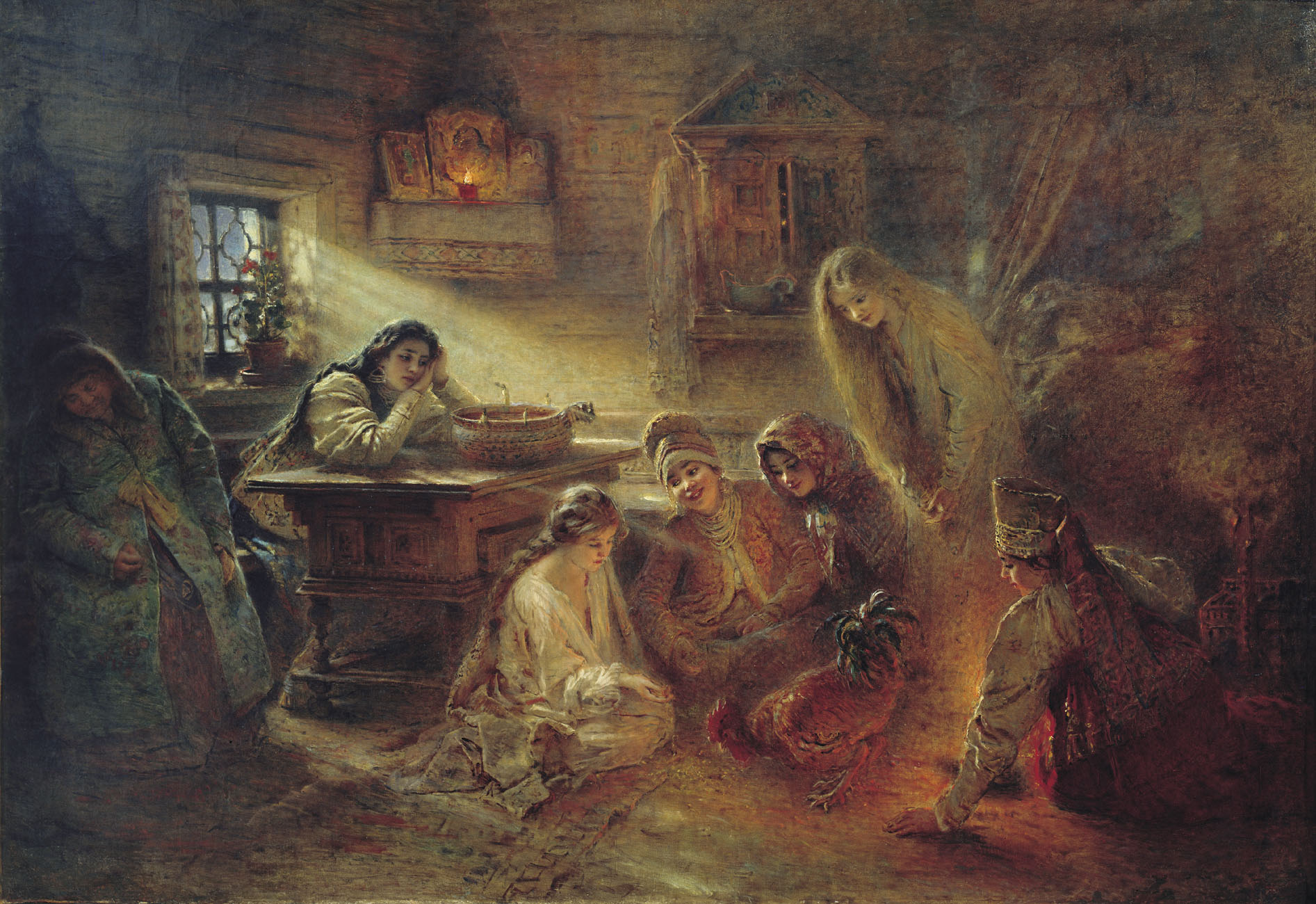
Christmastide Divination. Historic paintings of Russian peasant life made Konstantin Makovsky popular in Russia

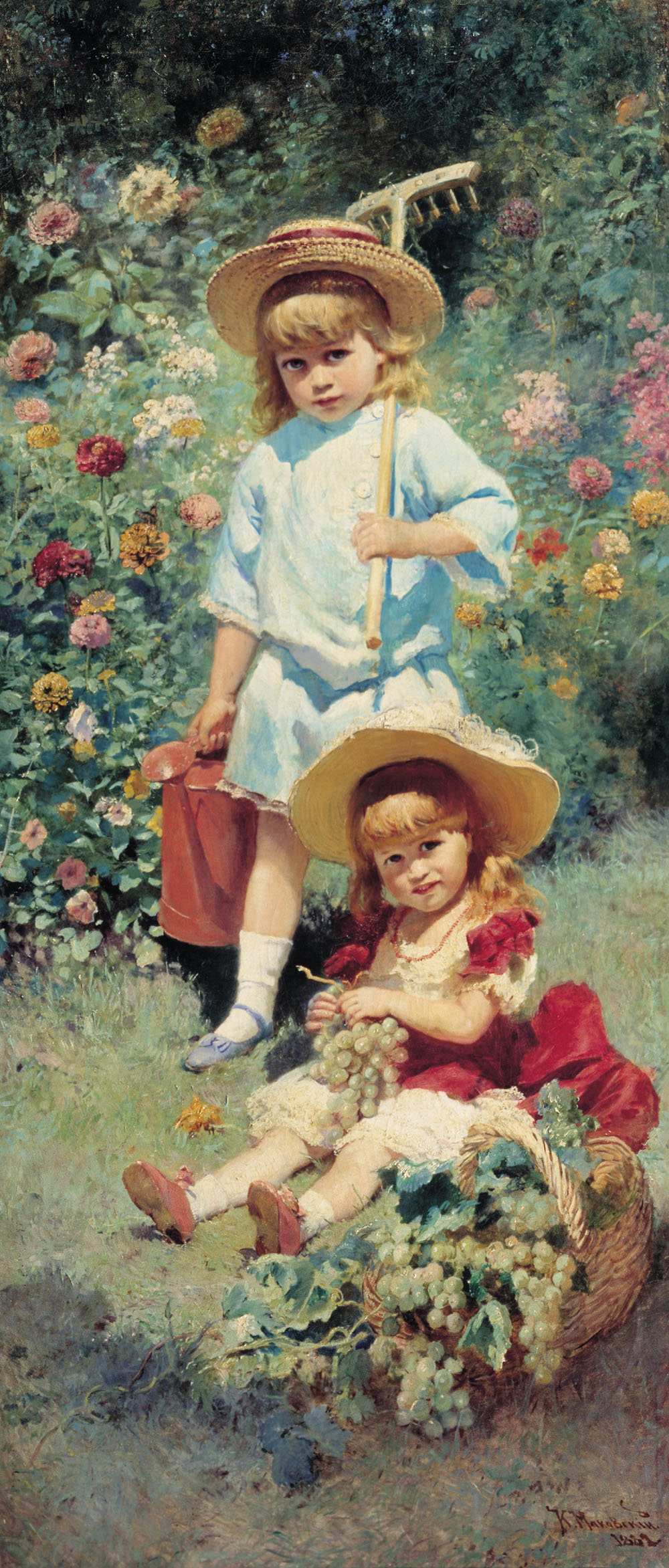
Children of the Artist, 1882

モスクワで誕生した。父親はロシアの芸術関係者で素人画家イーゴル・イワノビィチ・マコフスキー。母親は作曲家であり、いつか息子が彼女の志を継ぐことを望んでいた。弟ウラジーミルやニコライ、妹のアレクサンドラも画家になっている。
1851年にマコフスキーはモスクワ絵画彫刻建築学校に入学してあらゆる賞をたやすく受賞するほどの最優秀学生であった。教師はカール・ブリューロフやヴァシーリー・トロピーニン。マコフスキーの装飾効果やロマン主義的傾向についてはブリューロフの影響によって説明することができる。
美術は彼の情念であるが、彼は母が望んでいたことについても考えた。彼は参考にできるであろう作曲家を探すために旅立ち、最初はフランスに赴いた。以前から、彼はクラシック音楽の愛好家であり、多くの楽曲を聴いていた。時に彼はより楽しいものにするため楽曲の調子ないしは作風を一部変えることを望んでいた。晩年になってそれは実現したという。
1858年、マコフスキーはペテルブルクの帝国芸術アカデミーに入学した。1860年に『Curing of the Blind』(1860年)、『Agents of the False Dmitry kill the son of Boris Godunov』(1862年)といった絵画をアカデミー主催の展示会に出品する。1863年、マコフスキーやその他13人の学生たちがアカデミアの大金メダルをめぐるコンテストの中で、アカデミーが設定した北欧神話の課題に対して抗議した。全員が公式に修了証書を受け取らずにアカデミーを去った。

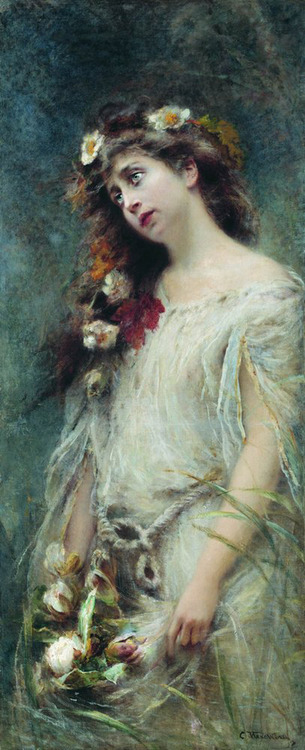
Makovsky's Ophelia

マコフスキーは主として日常的に移動派の絵画を制作することを目的としたイワン・クラムスコイ率いる芸術家の協同組合(アルテリ)の一員になる(『Widow』 1865年,『Herring-seller』 1867年、等)。1870年、彼は巡廻美術展協会の創設メンバーになり、毎日の生活の中で絵を描くことに没頭し続けていた。彼はアカデミア展示会並びに移動派の巡廻美術展の両方において作品を出品した。
1870年代半ばにエジプトやセルビアを旅行後に彼の作風は大きな変貌をとげる。彼の主な関心は社会的、心理的問題から、色彩や形状といった芸術的問題へと移っていった。
1880年代頃から彼は肖像画や歴史画を創出する。パリで1889年に開催された万国博覧会では『Death of Ivan the Terrible』、『The Judgement of Paris』、『Demon and Tamara』といった絵画で大金メダルを受賞した。彼は当時で最も高く評価され、高額取りのロシア芸術家の一人であった。多くの大衆批評家らは彼を移動派が持つ理念の変節者と見なし、(ヘンリク・ジーミラドフスキのように)印象的であるが浅薄な作品を生み出しているとする、その一方他にある見方ではロシア印象派の先駆者とされる。
1915年にペテルブルクで、マコフスキーを乗せた馬車が電気路面電車と衝突、マコフスキーは事故死した。

## 作品

A Boyar Wedding Feast
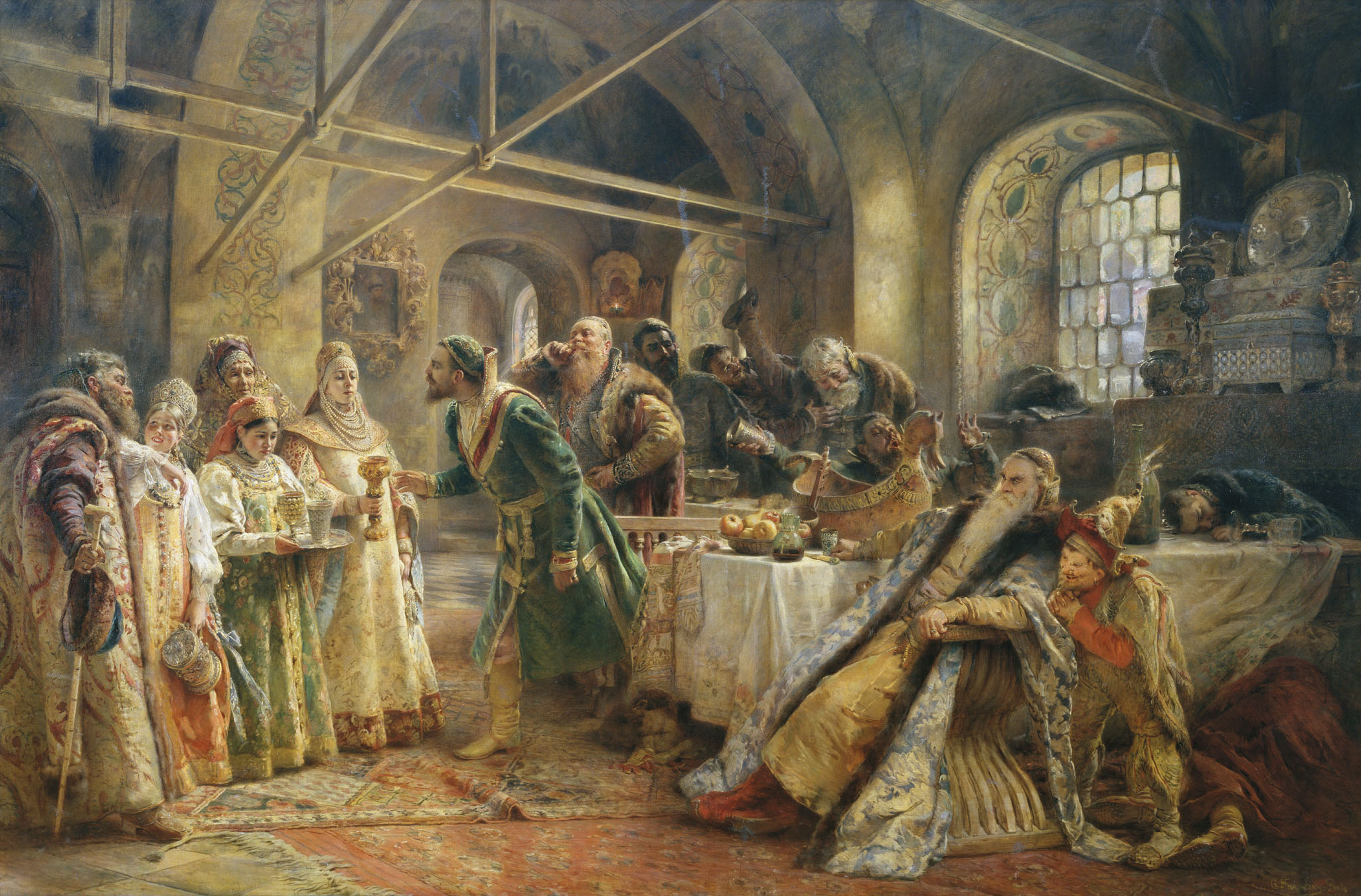
Kissing Ceremony
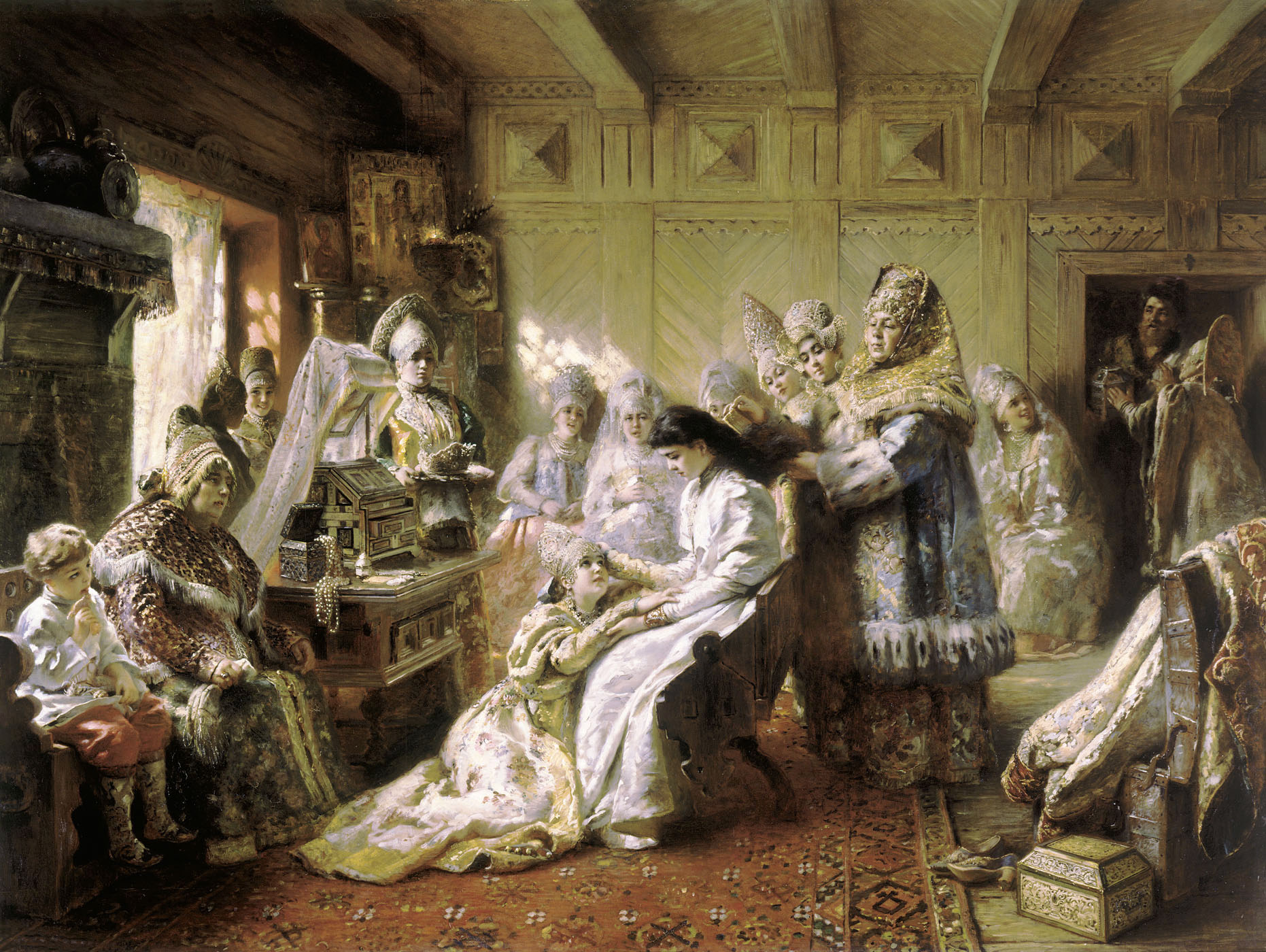
Beneath the Crown/The Russian Bride's Attire/Before the Wedding
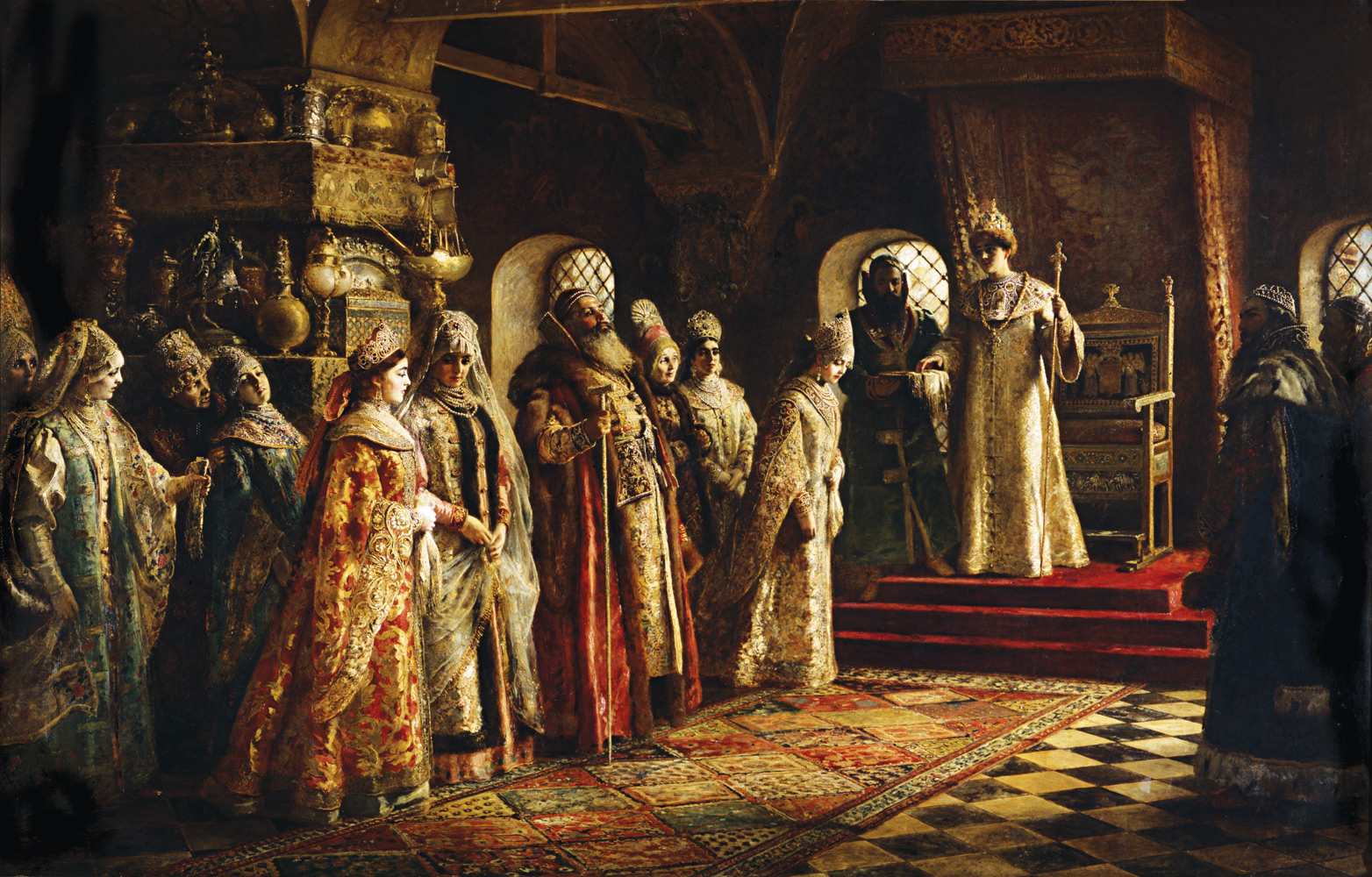
Bride-show
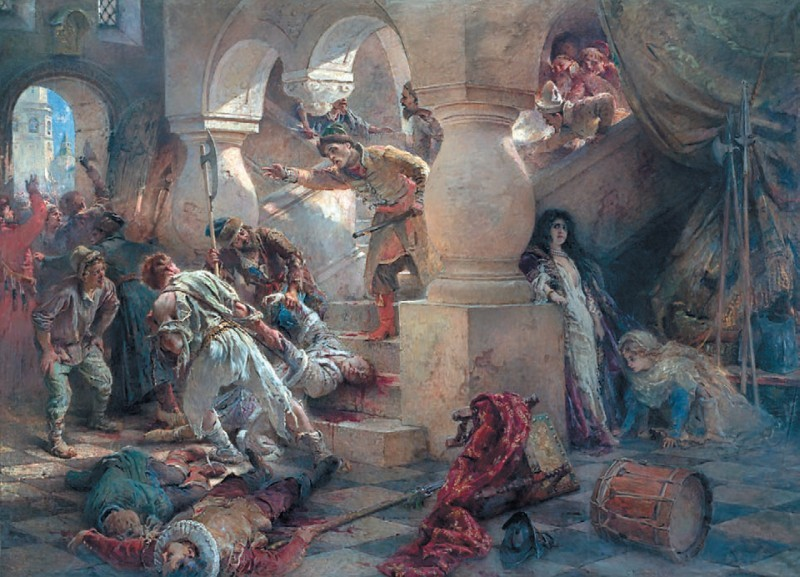
The Murder of False Dmitry
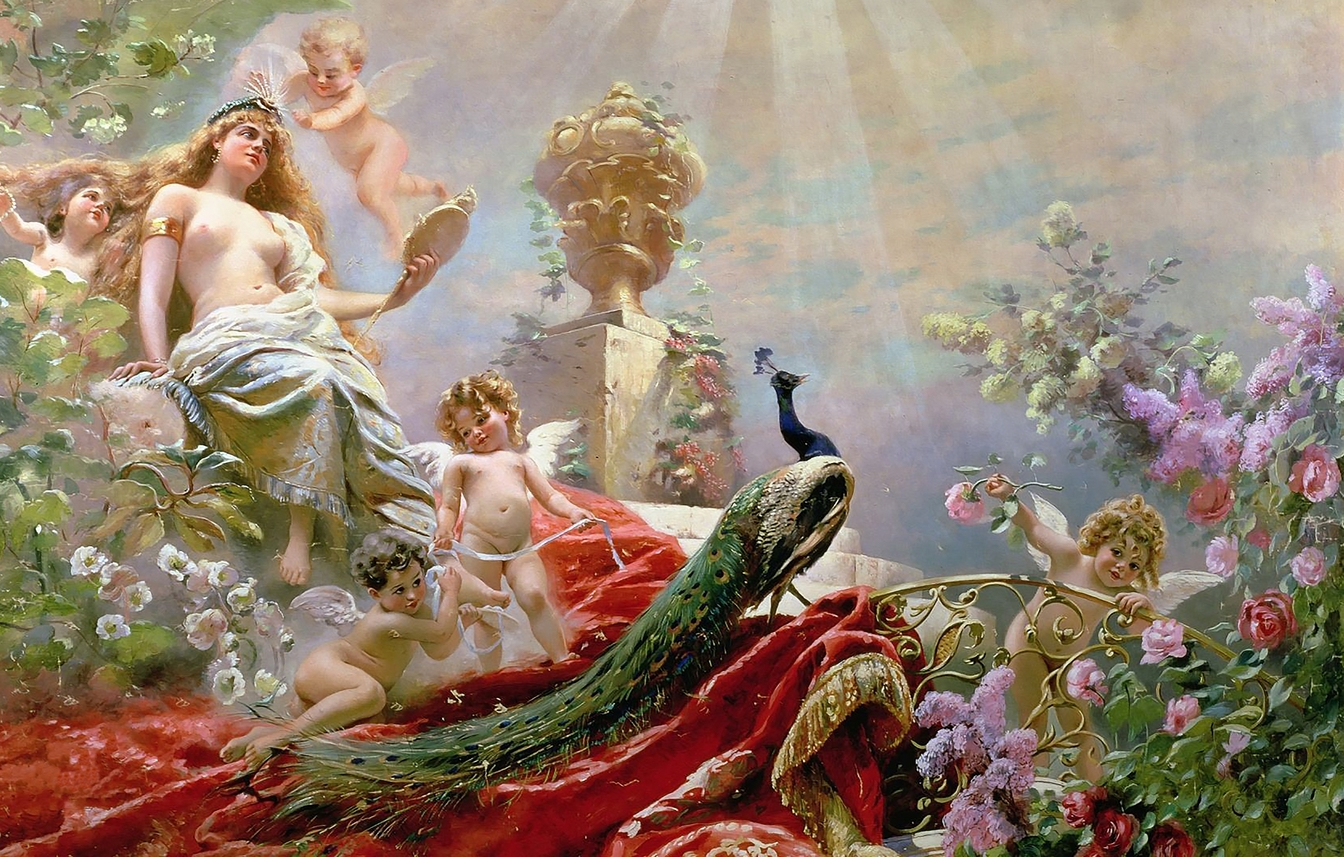
The Toilet of Venus
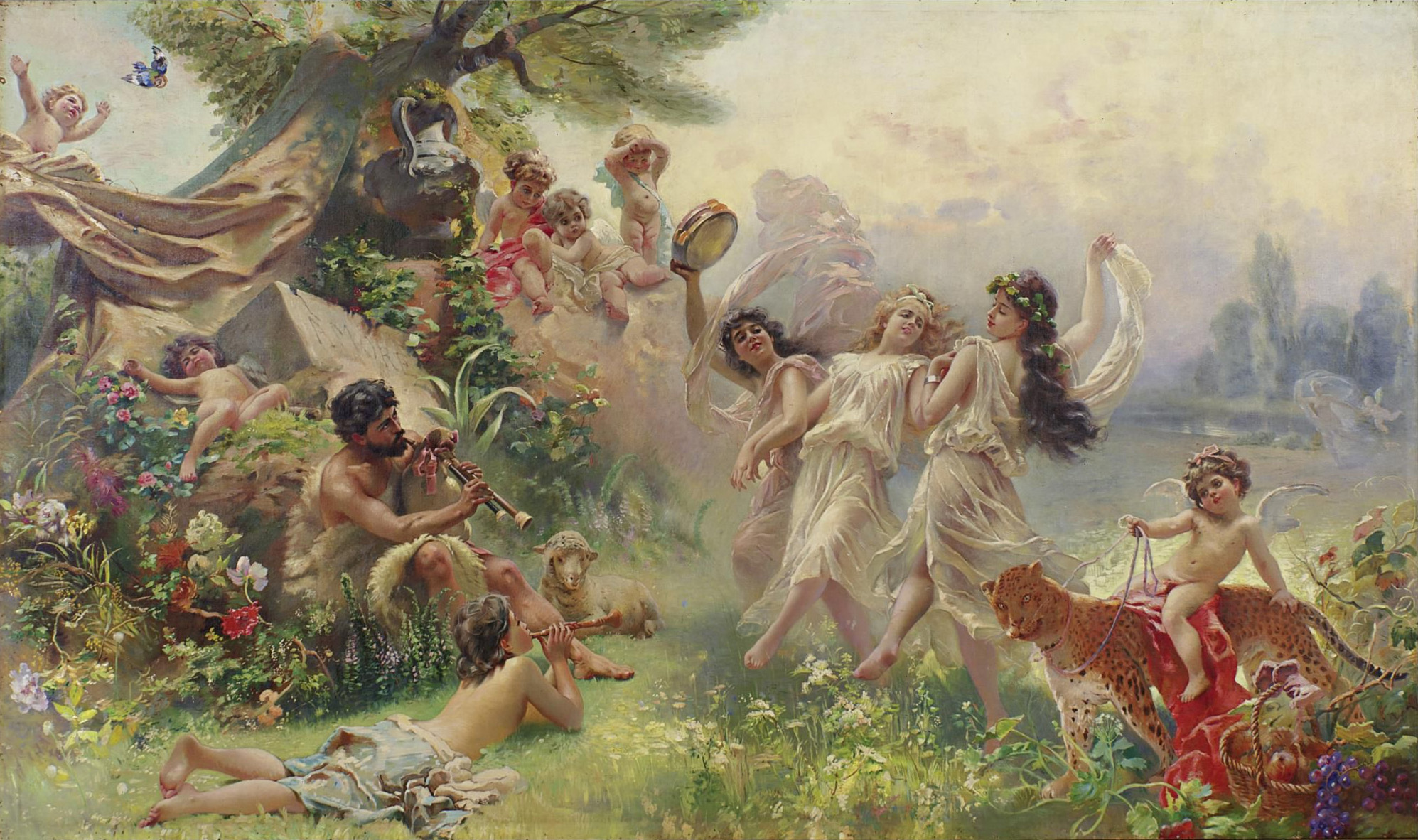
Happy Arcadia
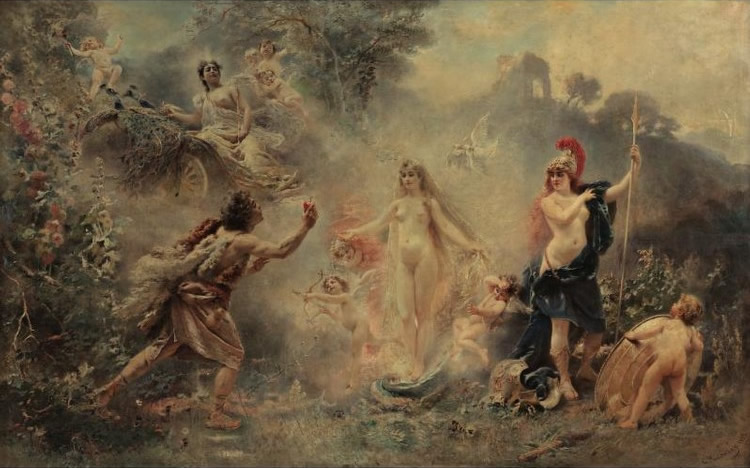
The Judgement of Paris
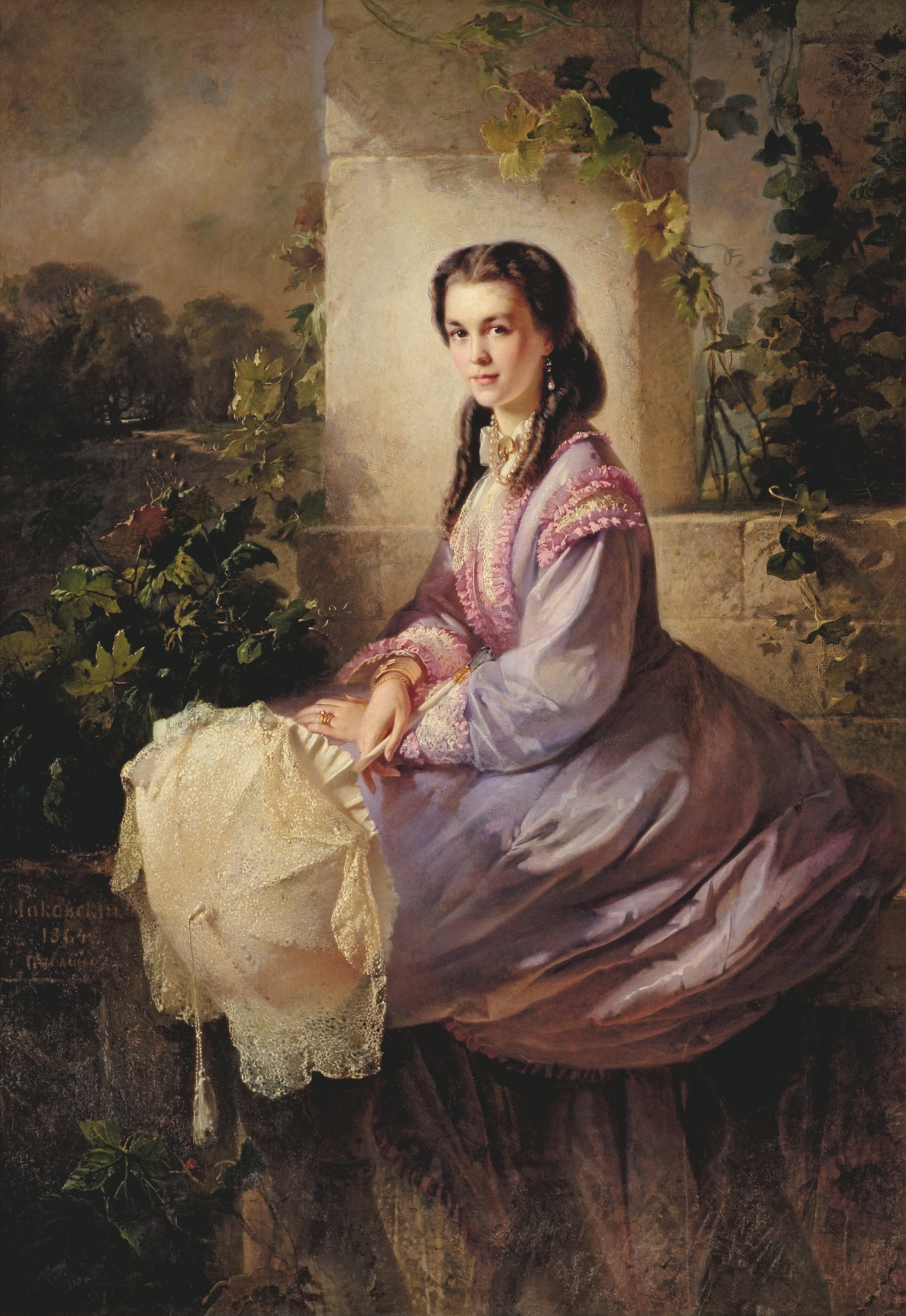
Portrait of S. L. Stroganova
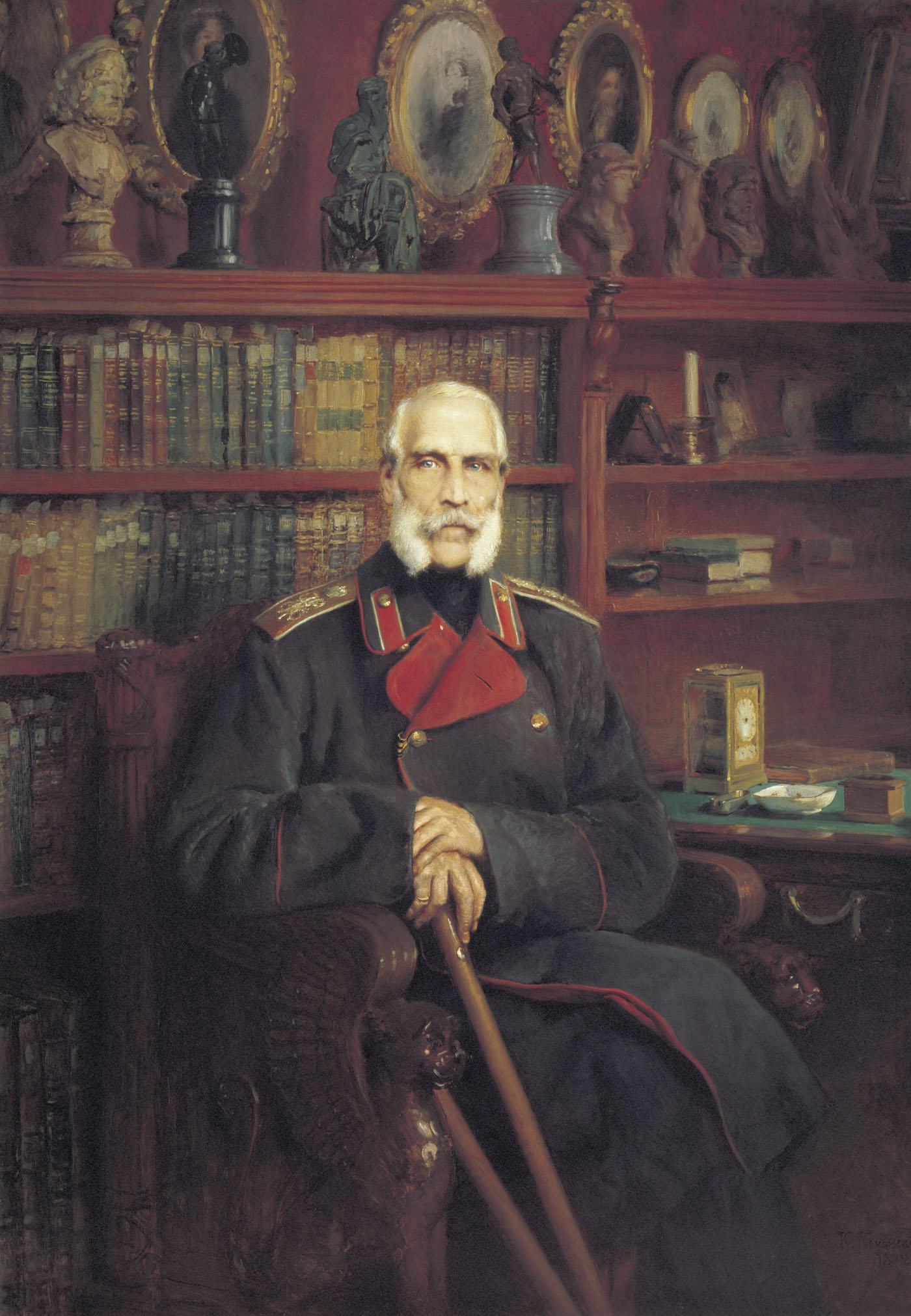
Portrait of Sergei Stroganov
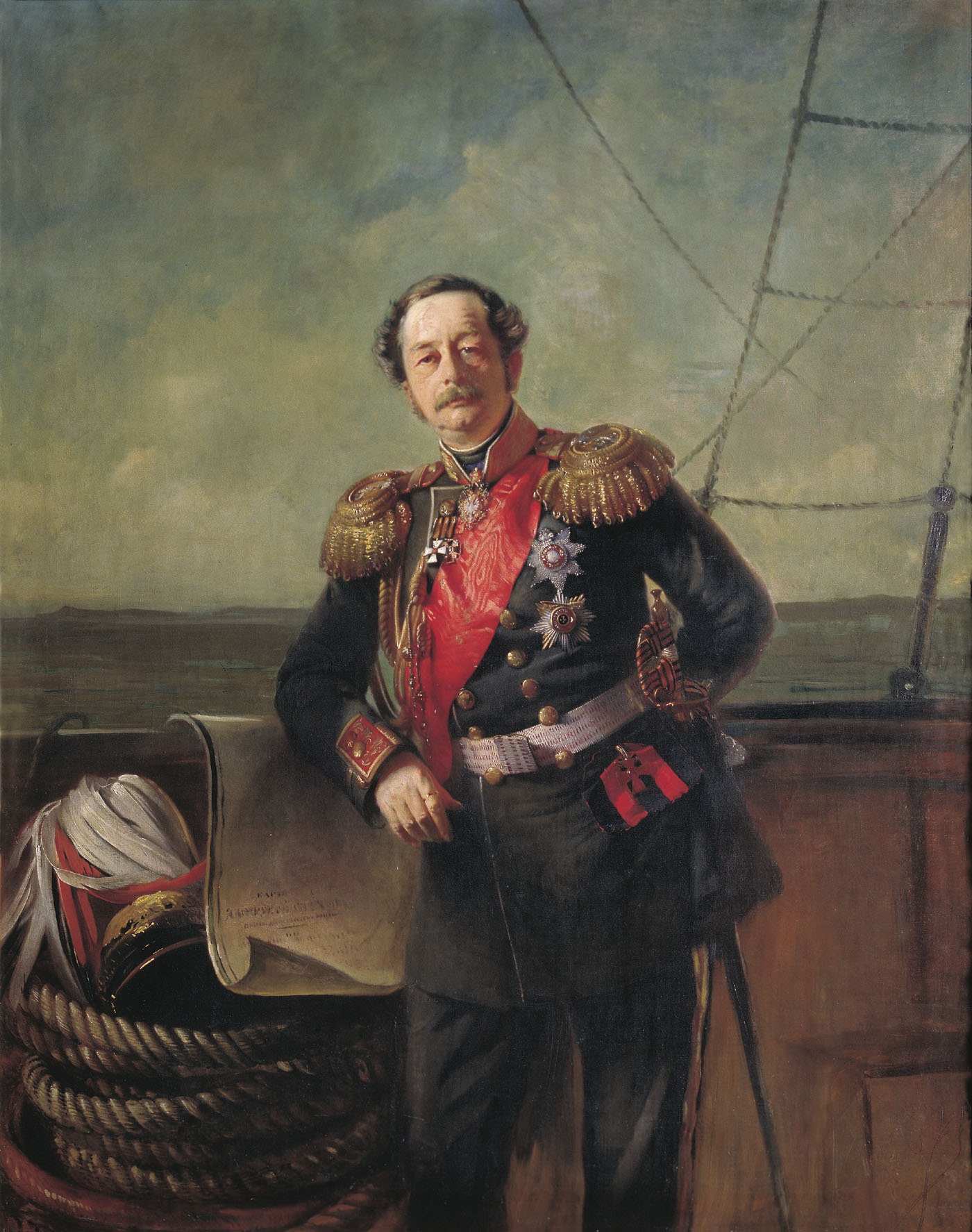
Portrait of Muraviev-Amursky
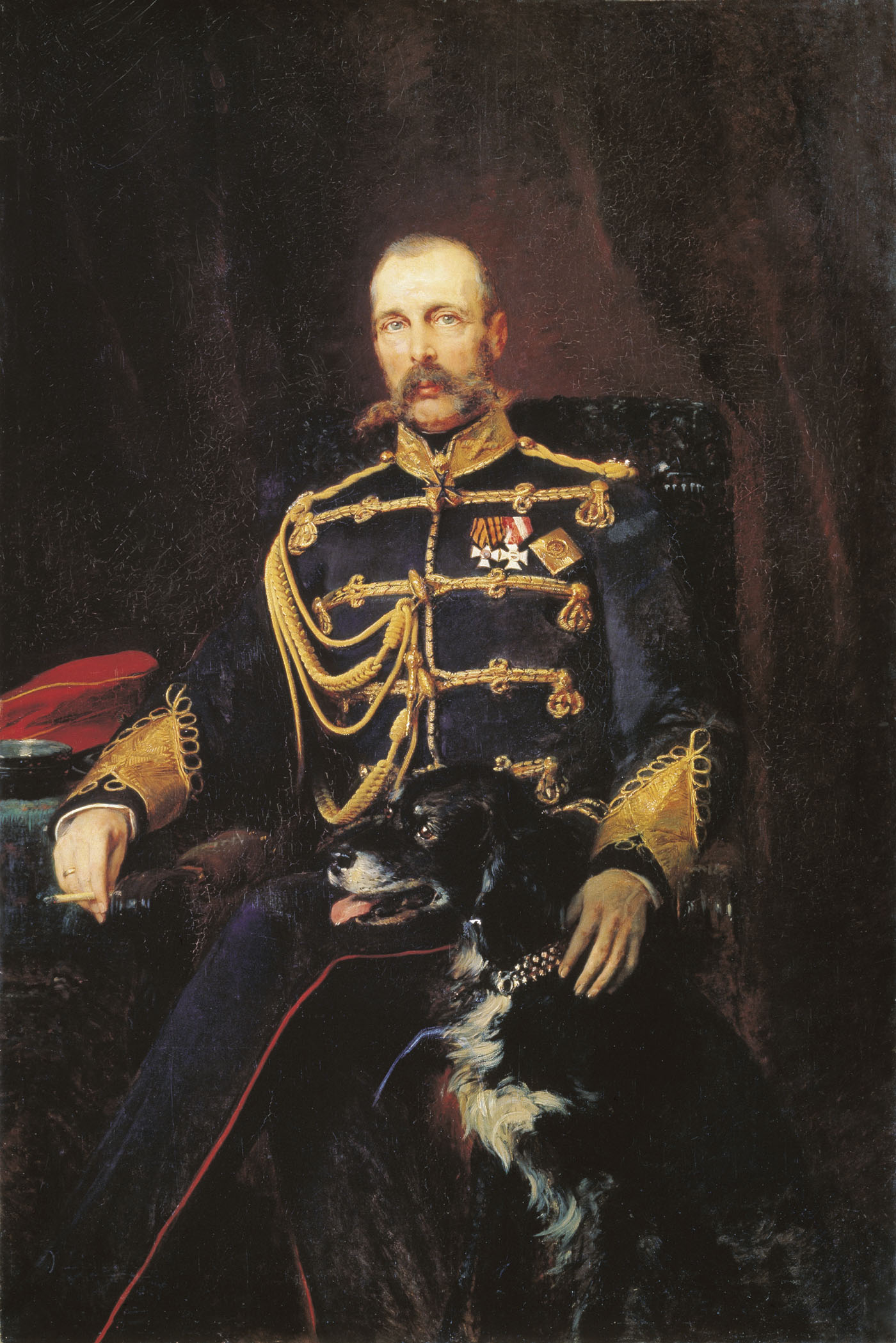
Tsar Alexander II
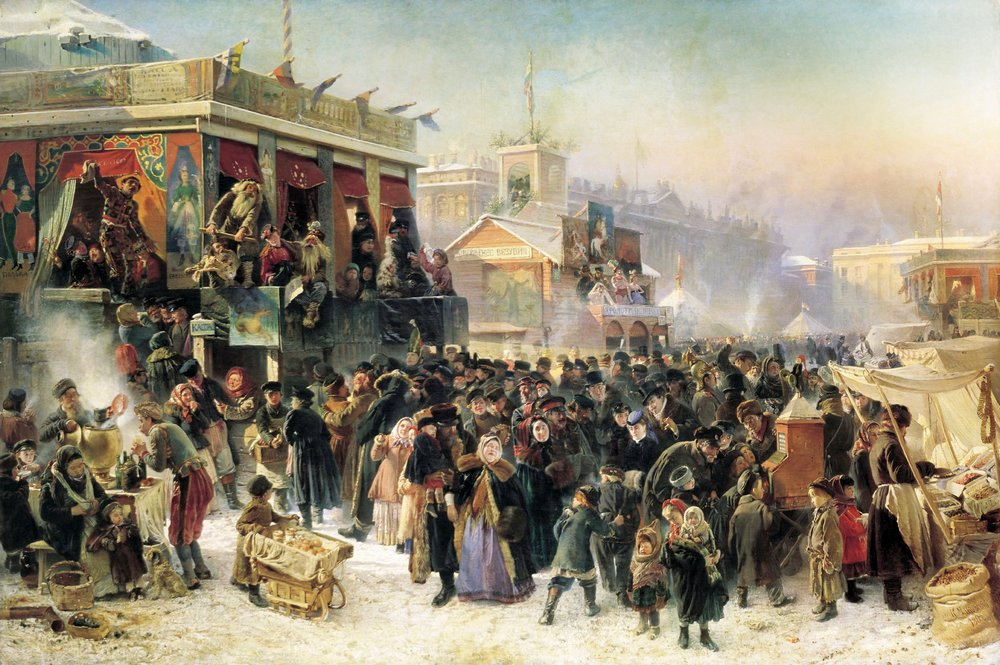
『サンクトペテルブルクのアドミラルテイスカヤ広場のマースレニツァ』、1869年
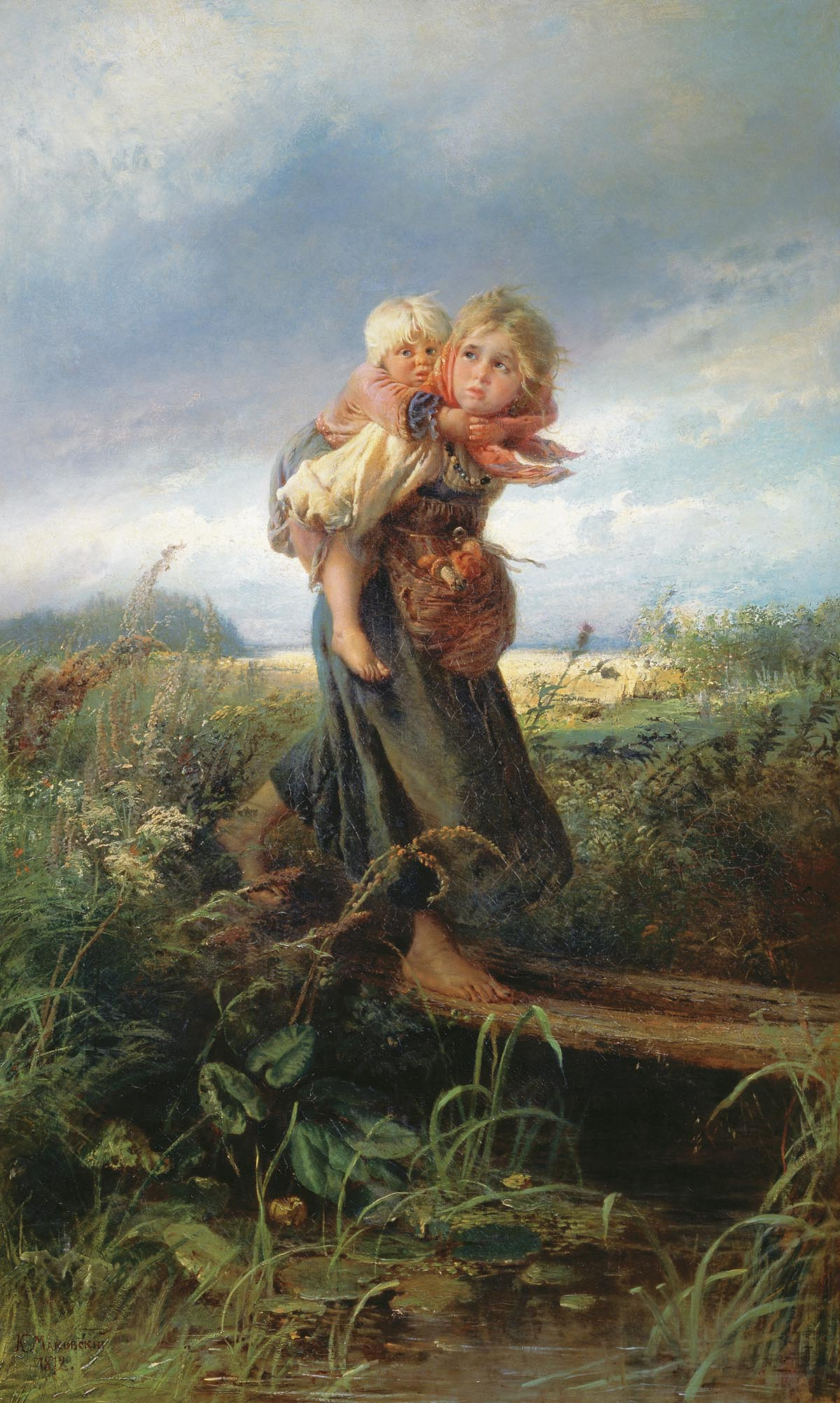
『嵐から逃げる子供たち』